# پاینکرست (شهرستان توآلومی، کالیفرنیا)
پاینکرست (به انگلیسی: Pinecrest) یک منطقهٔ مسکونی در ایالات متحده آمریکا است که در شهرستان توآلومی، کالیفرنیا واقع شده‌است. پاینکرست ۱٬۷۳۰٫۹۸ متر بالاتر از سطح دریا واقع شده‌است.